# René Clément
René Clément (Bordeaux, 18 maart 1913 - Monaco, 17 maart 1996) was een Frans filmregisseur en scenarioschrijver.

## Leven en werk
René Clément werd geboren als de zoon van een decorateur. Geënthousiasmeerd door het beroep van zijn vader vatte hij architectuurstudies aan. Al vroeg raakte hij gepassioneerd door het medium film en begon hij 16mm-films te maken. In 1933 draaide hij zijn eerste 35mm-film, César chez les gaulois, een korte tekenfilm. In 1934 ontmoette hij in zijn functie van regieassistent en mede-scenarioschrijver scenarioschrijver en hoofdrolspeler Jacques Tati op de set van de komische korte film On demande une brute. In 1936 werkten ze samen aan Soigne ton gauche, een eveneens in het boksmilieu gesitueerde komische korte film waarvan Clément de regie op zich nam. Tijdens zijn dienstplicht werd Clément operateur bij de service cinématographique des armées. Na zijn legerdienst verwezenlijkte hij nog enkele documentaire korte films zoals het in Jemen gesitueerde L'Arabie interdite (1937).

### Succesrijke jaren veertig na de Tweede Wereldoorlog
Na de oorlog maakte hij zijn langspeelfilmdebuut. Het Comité de libération du cinéma français (met leden als Jacques Becker, Jean-Paul Le Chanois en Louis Daquin) vonden Cléments korte film Ceux du rail (1942) zo geslaagd dat het Clément de opdracht gaf een film met documentaire inslag te maken over het verzet van de Franse spoorwegarbeiders tijdens de Duitse bezetting. De film heette heel toepasselijk La Bataille du rail (1946) en lokte zoveel kijkers dat Jean Cocteau Clément als regieassistent vroeg voor zijn 'fantastische' film La Belle et la Bête (1946). Nog datzelfde jaar leverde Clément    
Le Père tranquille af, een tragikomedie die zich eveneens in het milieu van het Franse verzet afspeelde en die de Franse filmkassa's nog harder deed rinkelen. Les Maudits (1947), zijn derde opeenvolgende succesfilm, was gesitueerd aan het einde van de Tweede Wereldoorlog maar speelde zich nu af in het milieu van vluchtende nazi's en collaborateurs. Jeune premier acteur Henri Vidal had zijn doorbraak te danken aan zijn rol van ontvoerde dokter in dit duikbootdrama. Clément sloot de jaren veertig af met Jean Gabin in de tragikomedie Au-delà des grilles die het goed deed bij het publiek en de Oscar voor beste niet-Engelstalige film behaalde in 1951.

### Jaren vijftig: literatuurverfilmingen
In het op een roman van Vicki Baum gebaseerd romantisch drama Le Château de verre (1950) beleefden de getrouwde Michèle Morgan en Jean Marais een kortstondige romance. Twee jaar later knoopte Clément opnieuw aan met het grote succes dankzij het meermaals bekroonde drama Jeux interdits, naar een succesroman van François Boyer. In deze vierde door de Tweede Wereldoorlog geïnspireerde film debuteerde een prille Brigitte Fossey op vijfjarige leeftijd. 
In de loop van de jaren vijftig verfilmde Clément nog drie andere romans.   
- Hij verfilmde Monsieur Ripois et la Némésis, een postuum gepubliceerde roman van de vroeg gestorven Louis Hémon, onder de titel Monsieur Ripois (1954). Gérard Philipe vertolkte er de titelrol van een op den duur meelijwekkende vrouwenversierder.

- Het naturalistisch drama Gervaise (1956) sloot nauw aan bij de roman L'Assommoir van Émile Zola en werd erg gesmaakt door het publiek. Maria Schell gaf gestalte aan de tragische neergang van de wasvrouw Gervaise, een op het Filmfestival van Venetië met de Coupe Volpi bekroonde vertolking.

- Het drama This Angry Age (1958) naar de autobiografische roman Le Barrage contre le Pacifique van Marguerite Duras was gesitueerd in Indochina, de unie van Franse protectoraten waar Duras opgroeide.

### Jaren zestig
Clément zette de jaren zestig in met de psychologische thriller Plein Soleil (1960), de succesrijke verfilming van The Talented Mr. Ripley van thrillerspecialiste Patricia Highsmith en de doorbraakfilm van Alain Delon. De volgende jaren hernieuwden Clément en Delon nog tweemaal hun samenwerking in de komedie Quelle joie de vivre (1961) en in de thriller Les Félins (1964), 
De ambitieuze superproductie Paris brûle-t-il? (1966) was een oorlogsfilm met sterk documentaire inslag. De film was bedoeld om de Bevrijding van Parijs in 1944 te herdenken. De laatste weken van de Tweede Wereldoorlog in Parijs werden nauwgezet in beeld gebracht, mede door een indrukwekkend lange Frans-Amerikaanse cast.

### Jaren zeventig: vroegtijdige zwanenzang
Net zoals hij deed met Anthony Perkins in This Angry Age, Stuart Whitman in Le Jour et l'Heure, Jane Fonda in Les Félins en onder meer Kirk Douglas in Paris brûle-t-il? deed Clément ook in zijn laatste films telkens een beroep op een Amerikaanse acteur die hij tegenover een Franse acteur castte. In Le Passager de la pluie (1970) speelde geheimagent Charles Bronson een kat-en-muisspel met Marlène Jobert als vrouw die haar aanrander vermoord heeft. Deze thriller deed het uitstekend aan de Franse filmkassa. Het ontvoeringsdrama La Maison sous les arbres (1971) voerde Faye Dunaway en Frank Langella op als een naar Parijs verhuisd Amerikaans koppel van wie de kinderen gekidnapt worden. In de misdaadfilm La Course du lièvre à travers les champs (1972) kruist een op de vlucht zijnde Jean-Louis Trintignant toevallig het pad van gangsterbaas Robert Ryan. De thriller La Baby-Sitter (1975) werd Cléments laatste film. Babyoppas Maria Schneider wordt samen met de baby ontvoerd door de werkloze actrice Sydne Rome en haar medeplichtige Vic Morrow. Daarna, op 63-jarige leeftijd, hield Clément zijn carrière voor bekeken.
Clément was een van de favoriete schietschijven van de aanhangers van de nouvelle vague die in hem een vertegenwoordiger van de 'qualité française', de 'cinéma de papa' zagen (net zoals Jean Delannoy, Claude Autant-Lara, Christian-Jaque en Gilles Grangier). Vooral François Truffaut had het op hem gemunt. Clément bleef gekwetst en verbitterd achter en vond dat zijn carrière hinder ondervonden had van de recensenten van de Cahiers du cinéma. 
Clément overleed in 1996 op 82-jarige leeftijd in Monaco.

## Filmografie

### Regieassistent
- 1934 - On demande une brute (Charles Barrois) (korte film)
- 1945 - La Boîte aux rêves (Yves Allégret en Jean Choux)
- 1946 - La Belle et la Bête (Jean Cocteau)

### Regisseur

#### Langspeelfilms
- 1946 - La Bataille du rail
- 1946 - Le Père tranquille
- 1947 - Les Maudits
- 1949 - Au-delà des grilles
- 1950 - Le Château de verre
- 1952 - Jeux interdits
- 1954 - Monsieur Ripois
- 1956 - Gervaise
- 1958 - This Angry Age (Barrage contre le Pacifique)
- 1960 - Plein Soleil
- 1961 - Quelle joie de vivre (Che gioia vivere)
- 1963 - Le Jour et l'Heure
- 1964 - Les Félins
- 1966 - Paris brûle-t-il?
- 1970 - Le Passager de la pluie
- 1971 - La Maison sous les arbres
- 1972 - La Course du lièvre à travers les champs
- 1975 - La Baby-Sitter

#### Korte films
- 1936 - Soigne ton gauche
- 1937 - L'Arabie interdite
- 1938 - La Grande Chartreuse
- 1939 - Paris la nuit
- 1939 - La Bièvre, fille perdue
- 1940 - Le Triage
- 1940 - Toulouse
- 1942 - Ceux du rail
- 1943 - La Grande Pastorale
- 1944 - Paris sous la botte
- 1944 - Chefs de demain

## Prijzen en nominaties

### Prijzen
- 1946 - La Bataille du rail : Prijs voor beste regie en Prijs van de Jury op het Filmfestival van Cannes
- 1949 - Au-delà des grilles : Prijs voor beste regie op het Filmfestival van Cannes
- 1951 - Au-delà des grilles : Oscar voor beste niet-Engelstalige film
- 1952 - Jeux interdits : Gouden Leeuw op het Filmfestival van Venetië
- 1953 - Jeux interdits : Oscar voor beste niet-Engelstalige film
- 1954 - Monsieur Ripois : Prijs van de Jury op het Filmfestival van Cannes
- 1984 - ereCésar voor zijn oeuvre

### Nominaties
- 1957 - Gervaise : Oscar voor beste niet-Engelstalige film

### Documentaire
- 2013: René Clément, témoin et poète (Alain Ferrari)

- Biblioteca Nacional de España: XX937525
- Bibliothèque nationale de France: cb120921153 (data)
- Catàleg d'autoritats de noms i títols de Catalunya: 981058526476306706
- CiNii: DA1043659X
- Gemeinsame Normdatei: 11950720X
- International Standard Name Identifier: 0000 0001 0920 1122
- Library of Congress Control Number: no96042206
- Nationale Bibliotheek van Tsjechië: jn20000700313
- Nationale Bibliotheek van Israël: 987007460510605171
- Nationale Bibliotheek van Polen: a0000002697632
- Nederlandse Thesaurus van Auteursnamen: 070815429
- RKD-Nederlands Instituut voor Kunstgeschiedenis: 392523
- Istituto Centrale per il Catalogo Unico: RAVV053359
- SNAC: w68g8q53
- Système universitaire de documentation: 029255473
- Virtual International Authority File: 84032836
- WorldCat: E39PBJhCCcDR8VB6McPhvvQQbd